# Jump up
La jump up è un sottogenere della drum and bass caratterizzato da un ritmo minimale (kick, snare, hat, hi-hat) con poche variazioni, e da una maggiore attenzione rispetto alla batteria alle variazioni del giro di basso, che tipicamente è un saw o uno square.
Aphrodite, aka Gavin King, uno dei più famosi producers inglesi di drum and bass, è uno dei pionieri del genere e molti capolavori di jump up sono suoi.